# Оюльге (остров)
Оюльге — небольшой остров на реке Анабар. Территориально относится к Якутии, Россия.
Расположен в нижнем течении речки, ближе к левому берегу, напротив места впадения левого притока Оюльге. Остров имеет овальную форму, вытянут с северо-запада на юго-восток. Поверхность равнинная, покрыта песками и болотами, есть небольшое озеро. На северо-западе остров сообщается с берегом широкой косой, которая в основном затоплена. Юго-западный берег обрывистый.